# 아이워구
아이워구(Aiwo District)는 나우루 서부에 위치한 행정구로, 면적은 1.1km2이며 인구는 약 1,300명이다. 항만 시설과 차이나타운, OD-N 아이워 호텔, 발전소 등의 시설물이 있으며 아이워 구 출신의 유명 인물로는 나우루의 대통령을 네 번이나 지낸 르네 해리스(René Harris)가 있다.

## 지도

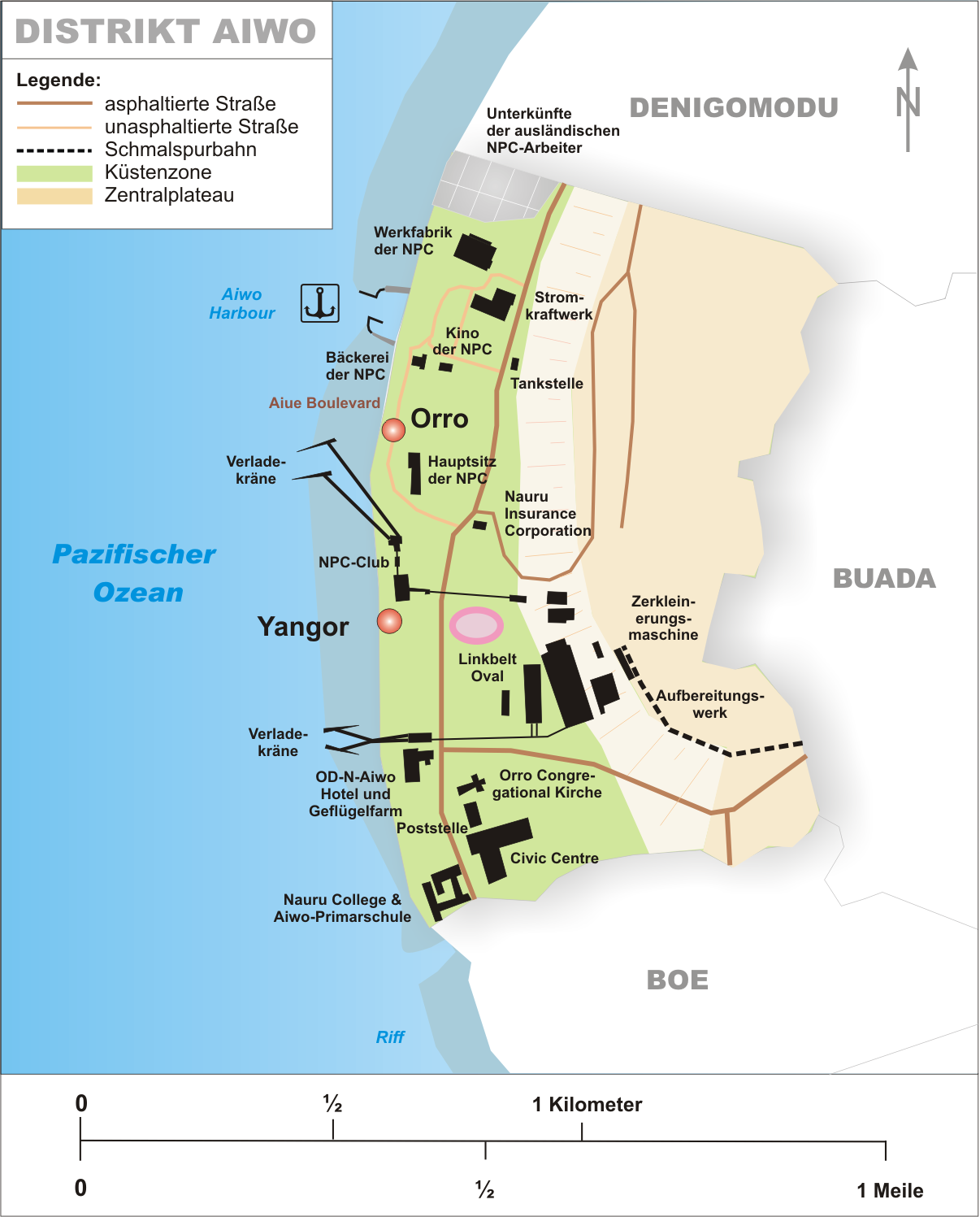
아이워 구
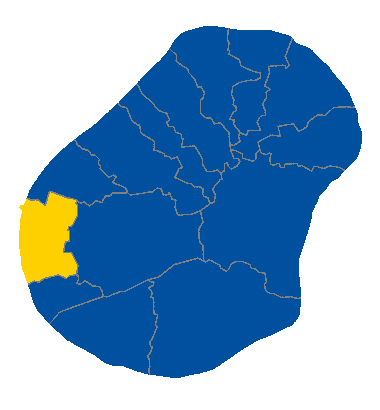
아이워 구의 위치